# Notsodipus bidgemia
Notsodipus bidgemia là một loài nhện trong họ Lamponidae. Loài này được phát hiện ở Tây Úc.